# ATLAS
ATLAS (від англ. A Toroidal LHC ApparatuS) — один з семи детекторів частинок (ALICE, ATLAS, CMS, TOTEM, LHCb, LHCf і MoEDAL), збудований для однойменного експерименту на Великому Адронному Колайдері (LHC) — прискорювачі частинок у Європейській організації ядерних досліджень CERN, Швейцарія. Експеримент призначений для того, щоб скористатися енергією, яка доступна на LHC, і спостерігати явища, пов'язані з надважкими частинками, які не можна було досліджувати на раніше збудованих прискорювачах з нижчою енергією. Це може пролити світло на нові теорії фізики елементарних частинок за межами Стандартної моделі.
ATLAS має довжину 46 метрів, діаметр — 25 метрів і вагу близько 7000 тонн. Експеримент є результатом співробітництва за участю близько 3000 фізиків з більш ніж 175 установ у 38 країнах світу. Проект очолювали протягом перших 15 років Пітер Дженні, між 2009 і 2013 — Фабіола Жданотті, а з 2013 року його очолює Девід Чарльтон. ATLAS — це один з двох експериментів на LHC, пов'язаних з відкриттям частинки, схожої на бозон Хіггса в липні 2012 року.

## Історія

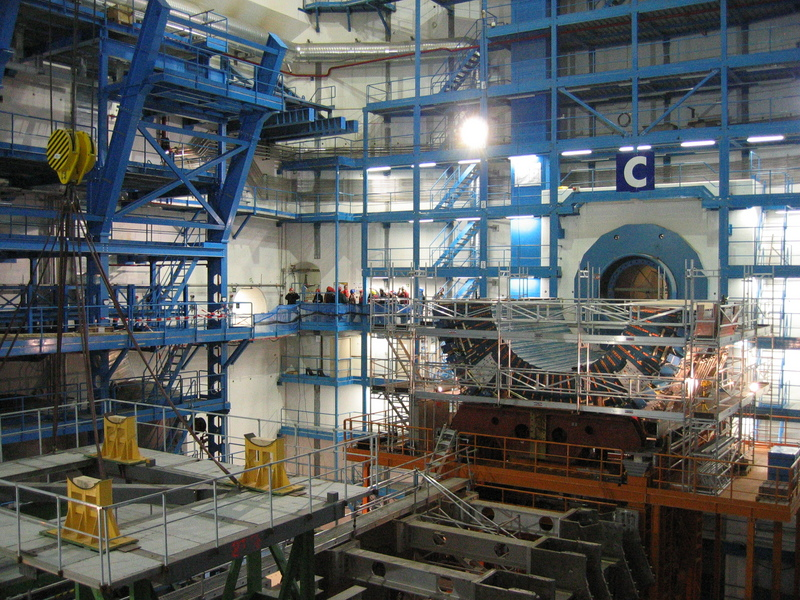
Детектор ATLAS під час складання в жовтні 2004 року на підземному майданчику

Група фізиків, які побудували й тепер керують детектором, була утворена в 1992 році, коли EAGLE (Experiment for Accurate Gamma, Lepton and Energy Measurements) й ASCOT (Apparatus with Super Conducting Toroids) запропонували об'єднати свої зусилля для створення єдиного універсального детектора частинок для Великого адронного колайдера. Конструкція ATLAS — це суміш моделей двох попередніх детекторів. У ній вдало поєднуються дослідження на детекторі та розробка Надпровідного суперколайдера. Експеримент ATLAS був запропонований у його нинішньому вигляді в 1994 році й офіційно відкритий країнами-членами CERN у 1995 році. Інші країни, університети та лабораторії приєдналися до проекту в наступні роки та продовжують приєднуватися навіть сьогодні. Будівельні роботи окремих компонентів детектора почалися в різних установах з подальшою відправкою в CERN. Збір цих деталей розпочався у 2003 році на підземному майданчику експерименту ATLAS.
Будівництво було завершене у 2008 році, й експеримент зафіксував перші зіткнення пучків 10 вересня того ж року. Забір даних тоді був перерваний більш ніж на рік через різке підвищення опору обмотки магніту LHC. 23 листопада 2009 відбулися перші зіткнення протона з протоном при відносно низькій енергії у 450 ГеВ на пучок. Ці зіткнення були успішно зареєстровані в ATLAS, який реєструє всі дані з того часу. Весь цей час енергія колайдера зростає: 900 ГеВ на пучок в кінці 2009 року, 3500 ГеВ на пучок у 2010 і 2011 роках, і, нарешті, 4000 ГеВ на пучок у 2012 році. Після довгого простою у 2013 і 2014 роках потужність прискорювача збільшиться до 14000 ГеВ.

## Фізична програма експерименту

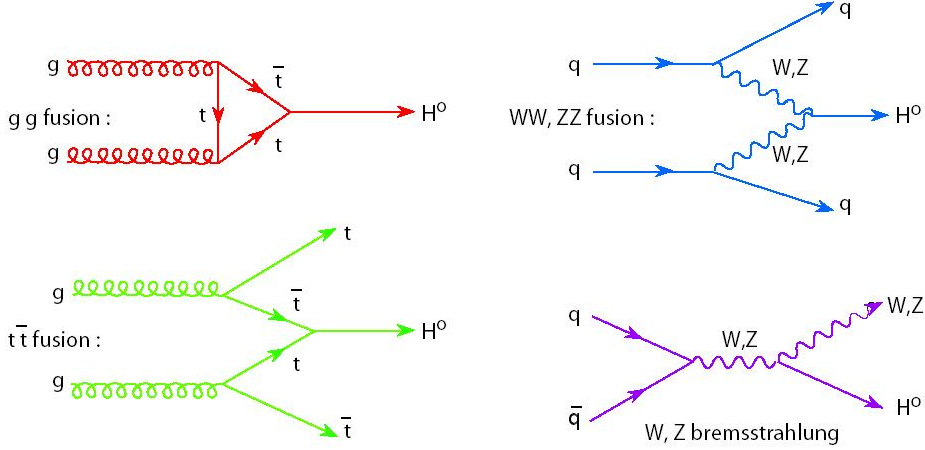
Діаграма Фейнмана, яка показує основні шляхи, якими бозон Хіггса може утворитися у Стандартній моделі після зіткнення протонів у колайдері

ATLAS призначений для дослідження різних типів фізики, що могли б бути виявлені під час енергетичних зіткнень у колайдері. Деякі з цих досліджень полягають у підтвердженні чи покращенні параметрів Стандартної моделі, а інші — у пошуках нової фізики.
Одна з найважливіших цілей ATLASa полягає в тому, щоб знайти та дослідити частинку, якої бракує в Стандартній моделі — бозон Хіггса. Механізм Хіггса, що містить бозон Хіггса, надає масу елементарним частинкам, залишаючи фотон без маси. Якби бозон Хіггса не зареєстрували, то очікувалося б, що будуть знайдені інші механізми (наприклад, техноколір), які пояснюють ті самі явища.
Бозон Хіггса був зафіксований при розпізнанні частинок, на які він розпадається; найпростішими для спостереження кінцевими станами розпаду є два фотони, або чотири лептони. Деколи, ці розпади можуть бути надійно ідентифіковані, як результат утворення бозона Хіггса, наприклад, коли вони зв'язані з додатковими частинками в реакції створення.
Властивості t-кварка, зафіксованого в лабораторії ім. Фермі в 1995 році, були виміряні лише приблизно. З набагато більшою енергією і великими частотами зіткнень LHC утворює дуже велику кількість t-кварків, що дозволяє здійснити більш точні вимірювання його маси й взаємодії з іншими частинками. Ці вимірювання надають непряму інформацію про деталі Стандартної моделі, котрі, можливо, виявлять якісь неузгодженості, що буде вказувати на новознайдену фізику. Схожі точні вимірювання будуть зроблені й для інших відомих частинок. Наприклад: вважається, що ATLAS може в кінцевому результаті виміряти масу W-бозона вдвічі точніше, ніж це було зроблено раніше.
Можливо, найбільш захоплюючі напрями досліджень — ті, які шукають нові моделі фізики. Одна з популярних на сьогодні теорій — суперсиметрія. Ця теорія могла б вирішити багато проблем теоретичної фізики, вона присутня майже у всіх моделях теорії струн. Різні варіанти теорії суперсиметрії припускають існування нових масивних частинок, які в багатьох випадках розпадаються на кварки та інші важкі стабільні частинки. Імовірність взаємодії останніх зі звичайною речовиною дуже мала. Такі частинки не були б безпосередньо зафіксовані в детекторі, але вони залишили б слід у вигляді значної величини «зниклого» імпульсу за присутності одного або більшої кількості кваркових потоків. Схожий слід могли б залишити й інші гіпотетичні масивні частинки, як, наприклад у теорії Калуци-Клейна, проте їхнє відкриття теж вкаже на деякий вид фізики за межами Стандартної моделі.

## Мікроскопічні чорні діри
У разі справедливості моделі великих додаткових вимірів на LHC могли б утворитися мікроскопічні чорні діри. Вони б негайно розпались в результаті випромінювання Гокінга, продукуючи приблизно в рівних кількостях усі частинки Стандартної моделі (включаючи бозони Хіггса і t-кварки), що забезпечило б однозначну ідентифікацію такої події в детекторі ATLAS.

## Компоненти детектора

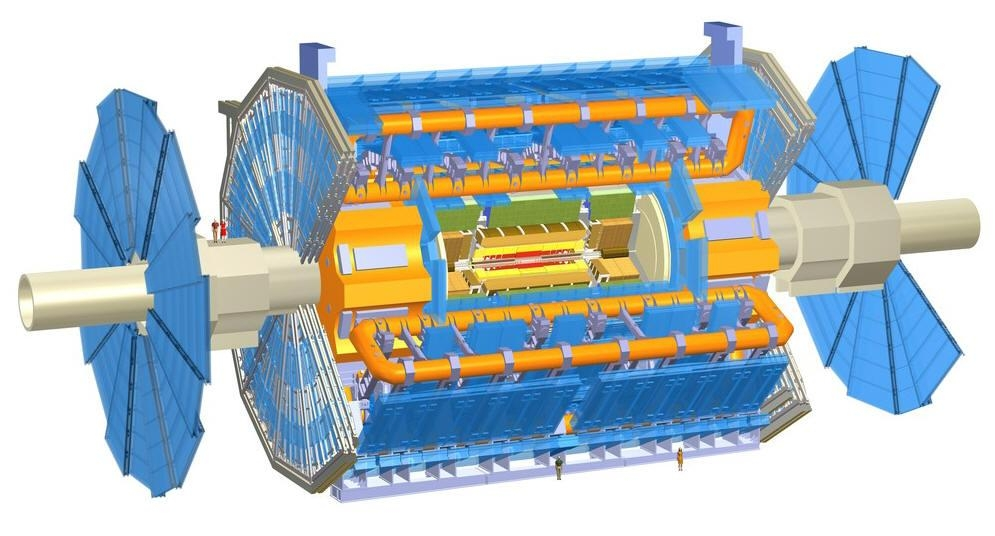
Модель детектора ATLAS, на якій видно його різні частини

Детектор ATLAS складається з декількох великих концентричних циліндрів навколо точки взаємодії, у якій стикаються протонні пучки від LHC. Його можна поділити на чотири основні частини: внутрішній детектор, калориметри, мюонний спектрометр і магнітні системи. Кожна з них, своєю чергою, зроблена з багатьох шарів. Детектори доповнюють один одного: внутрішній детектор точно відслідковує частинки, калориметри вимірюють енергію частинок, які легко зупинити, мюонова система здійснює додаткові виміри мюонів з високою проникністю. Дві системи магнітів відхиляють заряджені частинки у внутрішньому детекторі й у мюонному спектрометрі, що дозволяє виміряти їх імпульси.
Єдині утворені стабільні частинки, які не можуть бути виявлені безпосередньо, — нейтрино; їхнє існування виведено з поміченої нестійкості імпульсу серед знайдених частинок. Для роботи детектор повинен бути герметичним. Він повинен виявляти всі утворені частинки (крім нейтрино) без мертвих точок. Підтримання роботи детектора в областях з високою радіацією від предметів навколо протонних пучків є серйозною технічною проблемою.